# Gentilly
Gentilly là một xã trong vùng hành chính Île-de-France, thuộc tỉnh Val-de-Marne, quận L'Haÿ-les-Roses, tổng Le Kremlin-Bicêtre. Tọa độ địa lý của xã là 48° 48' vĩ độ bắc, 02° 20' kinh độ đông. Gentilly nằm trên độ cao trung bình là 40 mét trên mực nước biển, có điểm thấp nhất là 42 mét và điểm cao nhất là 81 mét. Xã có diện tích 1,18 km², dân số vào thời điểm 2004 là 16.118 người; mật độ dân số là 13659 người/km².

## Thông tin nhân khẩu
| 1936   | 1946   | 1954   | 1962   | 1968   | 1975   | 1982   | 1990   | 1999   |
| ------ | ------ | ------ | ------ | ------ | ------ | ------ | ------ | ------ |
| 18 179 | 16 649 | 17 497 | 19 211 | 18 812 | 17 026 | 16 732 | 17 093 | 16 118 |

## Các thành phố kết nghĩa
- Freiberg (Sachsen), Đức